# Épines du Sahel
Pour plus de détails, voir Fiche technique et Distribution.
Épines du Sahel est une fiction du réalisateur et producteur Boubakar Diallo, qui est également de directeur de la structure de production, les films du dromadaire. Ce film fait état du terrorisme au Sahel depuis quelques années et ses conséquences.

## Fiche technique
- Durée : 90 minutes
- Réalisateur : Boubakar Diallo
- Son : Alassane Sanfo
- Musique : Achille Ouattara
- Décors : Issouf Souabo[3];
- Production: Les Films du dromadaire
- Dates de sortie : 
  - Burkina Faso : 27 février 2023
  - Canada : 28 avril 2023

## Distribution
- Djamila Warda Barry
- Taleb Kant
- Seydou Diallo[4]

## Festivals
- 2023 : FESPACO[2],[5]
- 2023 : Festival Vues d'Afrique au Canada[6];